# Code One
 (juin 2025).
Si vous disposez d'ouvrages ou d'articles de référence ou si vous connaissez des sites web de qualité traitant du thème abordé ici, merci de compléter l'article en donnant les références utiles à sa vérifiabilité et en les liant à la section « Notes et références ».
Code One est une symbologie code-barres bidimensionnelle à haute densité, permettant de représenter jusqu'à environ 500 caractères alphanumériques sur 1,6 cm².
Le Code One est de longueur variable. Un code peut représenter jusqu'à 2 218 caractères alphanumériques ou 3 550 caractères numériques.
Ce code a été inventé en 1992 par Ted Williams de LaserLight Systems.
Les applications les plus développées sont :
- la défense ;
- la santé ;
- les industries électronique et chimique, etc.